# Monique Lamoureux
Monique Edith Lamoureux, verh. Lamoureux-Morando, gsch. Lamoureux-Kolls, (* 3. Juli 1989 in Grand Forks, North Dakota) ist eine ehemalige US-amerikanische Eishockeyspielerin und -trainerin. Mit der Frauen-Eishockeynationalmannschaft der Vereinigten Staaten gewann sie drei Olympische und sechs Weltmeisterschaftsmedaillen. In der Saison 2014/15 stand sie bei den Boston Blades unter Vertrag, zuvor spielte sie insgesamt vier Jahre für die University of Minnesota und University of North Dakota in der Western Collegiate Hockey Association. Seit 2022 ist sie Mitglied der United States Hockey Hall of Fame.

## Karriere
Monique Lamoureux und ihre Zwillingsschwester Jocelyne gehörten zu den herausragendsten Nachwuchsspielerinnen North Dakotas und wurden regelmäßig in die Landesauswahl berufen. Sie spielten zusammen für die Peewee A Mannschaft (Wheat Kings) und gewannen als Zwölfjährige die Landesmeisterschaft ihrer Altersklasse. Anschließend erhielten sie ein Stipendium an der Shattuck-St. Mary’s School in Minnesota, dieselbe Schule, die Sidney Crosby besucht hatte. Mit Shattuck-St. Mary’s gewannen die Lamoureux-Schwestern die U19-Staatsmeistertitel 2005, 2006 und 2007 und gehörten immer zu den produktivsten Spielern ihres Teams.

### Minnesota Golden Gophers
In ihrem ersten Jahr an der University of Minnesota war sie drittbeste Torschützin ihres Teams und wurde in das Second Team All-America berufen. Am Saisonende war sie mit 75 Punkten in 40 Spielen (39 Tore, 36 Assists) beste Rookies-Scorerin der gesamten National Collegiate Athletic Association (NCAA). und nahm an ihrem ersten Frozen-Four-Turnier um die NCAA-Meisterschaft teil. Darüber hinaus war sie Topscorerin der Western Collegiate Hockey Association (WCHA) und wurde als Rookie des Jahres der Division ausgezeichnet. Zudem war sie der einzige Rookie, der für den Patty Kazmaier Memorial Award nominiert wurde.

### North Dakota Fighting Sioux
Im Jahr 2009 wechselten Lamoureux und ihre Schwester von Minnesota an die University of North Dakota. Hintergrund dieses Wechsel war die Verpflichtung von Brian Idalski als neuem Trainer an der UND, der zuvor bei USA Hockey angestellt war. Aufgrund des College-Wechsels waren die Zwillinge in der Saison 2009/10 in der NCAA nicht spielberechtigt und konzentrierten sich daher auf die Vorbereitung der Olympischen Winterspiele 2010 in Vancouver. Während der Saison 2010/11 wechselte sie von der Stürmer- auf die Verteidigerposition, konnte sich aber auch dort behaupten.
Nach dem Abschluss ihres Studiums wurde sie 2014 von den Boston Blades ausgewählt und spielte für diese in der Saison 2014/15 in der Canadian Women’s Hockey League (CWHL). Am Saisonende gewann sie mit den Blades den Clarkson Cup. Seit diesem Erfolg spielt sie nicht mehr (semi-)professionell Eishockey, sondern arbeitet als Nachwuchstrainerin und seit 2016 als Assistenztrainerin an der UND. Außerdem absolvierte sie regelmäßig (Freundschafts-)Spiele für die Minnesota Whitecaps.

### International

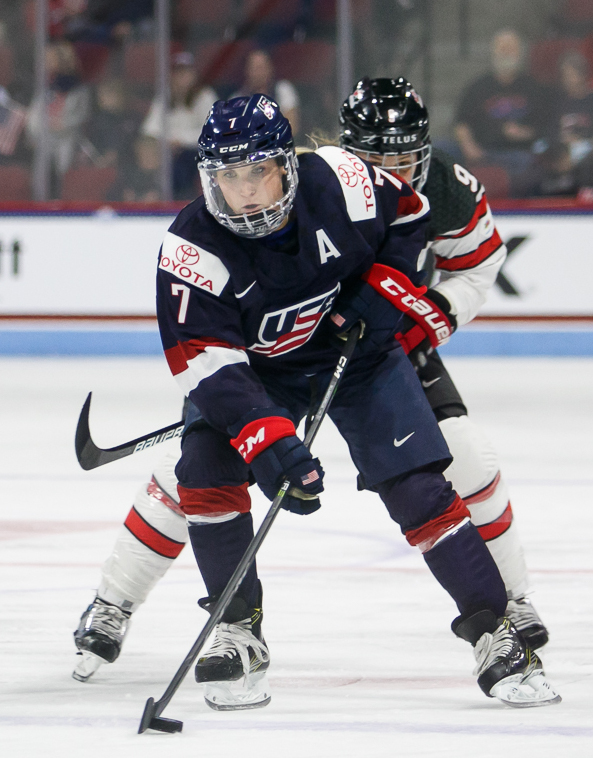
Monique Lamoureux im Trikot des Nationalteams

Zusammen mit ihrer Zwillingsschwester nahm Monique Lamoureux zwischen 2004 und 2007 viermal am Development Camp von USA Hockey teil. Im Jahr 2008 wurde sie in das U-22-Team der USA berufen und bestritt mit diesem eine Serie von Freundschaftsspielen. 2009 wurden sie und Jocelyne das erste Mal für eine Weltmeisterschaft berufen, bei der sie mit der Frauen-Nationalmannschaft die Goldmedaille gewann. Bei ihren ersten Olympischen Winterspielen 2010 in Vancouver erzielte sie vier Tore und sechs Assists und verhalf damit ihrer Mannschaft zum Gewinn der Silbermedaille. Bei den Welttitelkämpfen 2011, die in der Schweiz ausgetragen wurden, gewann sie erneut die Goldmedaille und wurde selbst als beste Stürmerin ausgezeichnet.
Weitere Weltmeistertitel folgten bei den Weltmeisterschaften 2013, 2015, 2016 und 2017, zudem gewann sie eine weitere olympische Silbermedaille bei den Winterspielen 2014 in Sotschi. Vier Jahre später gelang schließlich der Gewinn der Goldmedaille bei den Olympischen Winterspielen 2018 in Pyeongchang.
Im Jahre 2022 wurde Lamoureux gemeinsam mit ihrer Schwester in die United States Hockey Hall of Fame aufgenommen.

## Erfolge und Auszeichnungen
- 2009 All-WCHA First Team[2]
- 2009 WCHA Rookie of the Year
- 2009 Topscorerin der WCHA
- 2011 All-WCHA Second Team
- 2012 All-WCHA Second Team
- 2013 All-WCHA First Team
- 2015 Gewinn des Clarkson Cups mit den Boston Blades
- 2015 Aufnahme in die North Dakota Sports Hall of Fame

### International
| - 2009 Goldmedaille bei der Weltmeisterschaft - 2010 Silbermedaille bei den Olympischen Winterspielen - 2011 Goldmedaille bei der Weltmeisterschaft - 2011 Beste Stürmerin der Weltmeisterschaft - 2012 Silbermedaille bei der Weltmeisterschaft - 2012 All-Star-Team der Weltmeisterschaft - 2013 Goldmedaille bei der Weltmeisterschaft - 2014 Silbermedaille bei den Olympischen Winterspielen - 2015 Goldmedaille bei der Weltmeisterschaft - 2015 Beste Vorlagengeberin der Weltmeisterschaft mit (gemeinsam mit Brianna Decker und Anne Schleper) | - 2015 All-Star-Team der Weltmeisterschaft - 2016 Goldmedaille bei der Weltmeisterschaft - 2016 All-Star-Team der Weltmeisterschaft - 2017 Goldmedaille bei der Weltmeisterschaft - 2017 Beste Plus/Minus-Statistik der Weltmeisterschaft (gemeinsam mit Brianna Decker) - 2017 All-Star-Team der Weltmeisterschaft - 2018 Goldmedaille bei den Olympischen Winterspielen - 2022 Aufnahme in die United States Hockey Hall of Fame |

## Karrierestatistik
(Legende zur Spielerstatistik: Sp oder GP = absolvierte Spiele; T oder G = erzielte Tore; V oder A = erzielte Assists; Pkt oder Pts = erzielte Scorerpunkte; SM oder PIM = erhaltene Strafminuten; +/− = Plus/Minus-Bilanz; PP = erzielte Überzahltore; SH = erzielte Unterzahltore; GW = erzielte Siegtore; 1 Play-downs/Relegation; Kursiv: Statistik nicht vollständig)

## Familie
Monique Lamoureux kommt aus einer Eishockey-begeisterten Familie. Ihr Vater Jean-Pierre war Anfang der 1980er-Jahre Torhüter der University of North Dakota (UND). Zudem hat sie vier Brüder und eine Zwillingsschwester, die alle Eishockey spielen oder spielten. Mit ihrer Zwillingsschwester Jocelyne spielt sie seit vielen Jahren für die Nationalmannschaft der Vereinigten Staaten und gewann mit ihr zwei olympische Silbermedaillen sowie mehrere Weltmeistertitel.
Ihr Bruder Jean-Philippe spielte vier Jahre lang als Torhüter an der UND, wechselte dann als Profispieler in die Minor Leagues und ist seit 2011 in Europa (unter anderem EC VSV, Vienna Capitals) aktiv. Ihr Bruder Jacques studierte an der United States Air Force Academy und spielte für deren Eishockeyteam, wobei er für den Hobey Baker Award nominiert wurde. Pierre-Paul spielte für die University of Manitoba und gehört heute dem Trainerstab des Eishockeyteams an. Mario Lamoureux spielte in der Vergangenheit ebenfalls für die University of North Dakota, war später in der ECHL aktiv und stand zwischen Februar und April 2014 gemeinsam mit Jean-Philippe beim EC VSV auf dem Eis.
Monique Lamoureux heiratete im Sommer 2010 den Soldaten Taylor Kolls und hieß anschließend Monique Lamoureux-Kolls. Im Winter 2012/13 wurde sie von Taylor Kolls geschieden und trug wieder ihren Mädchennamen. 2015 verlobte sie sich mit dem Eishockeytrainer Anthony Morando. 2016 heiratet sie Anthony und heißt seither Monique Lamoureux-Morando.